# Змий-Микловшик, Иосиф
Иосиф Змий-Микловшик (русин. Йосіф Змій-Миклошик; 20 февраля 1792, с. Словинкы Спешской жупы Австро-Венгрия (сейчас Восточная Словакия) — 1 декабря 1841, Прешов) — русинский художник, иконописец, портретист. Один из основоположников профессионального изобразительного искусства Закарпатья.

## Биография
Родился в бедной крестьянской семье. Учился в школе при монастыре Красный Брод неподалёку Медзилаборец в Словакии. Очевидно, там впервые познакомился с искусством живописи у монахов-иконописцев, которые обычно проживали в монастырях.
Имея хороший голос и склонность к наукам, он в краснобродской школе выучился на дьяка. В 1814 году получил место церковного певчего при грекокатолической церкви св. Варвары в Вене (Барбареум). Работа там давала ему некоторую материальную независимость. В том же году поступил в класс живописи в Венскую Академию объединённых изобразительных искусств.
Иосиф Змий — один из первых известных живописцев исторического Закарпатья, которые учились в Венской академии изобразительных искусств. Уже в Вене получил признание как хороший портретист.
В 1823 г. епископ Григорий Таркович назначил его епархиальным художником. Он стал первым епархиальным художником новосозданной Прешевской епархии.
Позже Иосиф Змий-Микловшик совершил поездку в Италию, где прожил два года. Пребывание там, несомненно, сказалось на его творчестве. После возвращения в Прешов Иосиф работает художником, часто пишет портреты. Среди них портреты основателя епархиальной библиотеки Ивана Ковача, Андрея Хиры и др.
Осенью 1841 года художник заболел тифом и умер 1 декабря этого же года. Похоронен на Прешевском кладбище.

## Творчество
Зачинатель светской живописи на Закарпатье, Иосиф Змий-Микловшик создавал не только иконостасы, фрески и алтарные образы, но и портреты, пейзажи, жанровые сценки из жизни закарпатцев, несущих ярко выраженный этнографический характер.
Художник работал на территории Венгрии, его кисти принадлежат церковные росписи во многих городах.
После возвращения из Вены художник создал много композиций на религиозную и бытовую тематику. Им написаны живописные композиции из народной жизни:
- «Земплинская свадьба»,
- «На посиделках»,
- «Процессия на освящение воды на Богоявление»,
- «Выбор невесты в Красном Броде»,
- «Кто будет моим мужем?» и др.

Проиллюстрировал книгу «Etnografia Ruthenium» («Этнография русинов») словацкого этнографа Яна Чапловича.
Среди работ на религиозную тематику картины 1830 года, выполненные для иконостаса в абауйновградской церкви, в 1831 г. иконы в с. Шайосёгед. В следующем году художник работал в селах Здоба и Ряшев, а в 1834 г. в Собопии и Фияши. В Великом Сулине работал в 1835 г., в том же году работал над композициями к боковым часовням св. Креста и св. Петра и Павла в Прешовском кафедральном соборе.
В 1836 г. художник выполнял живописные работы для церкви в Пустагази, а в 1837 г. выполнил картину св. Николая, св. Варвары и Богородицы для церкви с. Варганево. В 1838 г. провёл обновления образов для храма в Сланской Новой Веси.